# Anna Boroń-Kaczmarska
Anna Boroń-Kaczmarska (ur. 17 listopada 1946 we Wrocławiu) – polska lekarka, profesor nauk medycznych.

## Życiorys
Obroniła pracę doktorską, następnie uzyskała stopień doktora habilitowanego. 20 października 1992 nadano jej tytuł profesora w zakresie nauk medycznych.
Objęła stanowisko profesora zwyczajnego i kierownika Katedry Zdrowia Publicznego Wydziału Pedagogiki, Socjologii i Nauk o Zdrowiu Uniwersytetu Zielonogórskiego oraz Katedry i Kliniki Chorób Zakaźnych i Hepatologii Wydziału Nauk o Zdrowiu Pomorskiego Uniwersytetu Medycznego w Szczecinie. Pracowała także na stanowisku profesora zwyczajnego na Wydziale Lekarskim i Nauk o Zdrowiu Krakowskiej Akademii im. Andrzeja Frycza Modrzewskiego oraz w Instytucie Ochrony Zdrowia Państwowej Wyższej Szkoły Zawodowej w Tarnowie.
Była członkiem zarządu i prezesem Polskiego Towarzystwa Hepatologicznego.

## Odznaczenia
- Krzyż Kawalerski Orderu Odrodzenia Polski (2005)[3]